# .pn
.pn — в Інтернеті, національний домен верхнього рівня (ccTLD) для островів Піткерн.

## Домени 2-го та 3-го рівнів
В цьому національному домені нараховується близько 446,000 вебсторінок (станом на грудень 2023 року).
У наш час використовуються та приймають реєстрації доменів 3-го рівня такі доменні суфікси (відповідно, існують такі домени 2-го рівня):
| Суфікс  | Регламентовані користувачі      |
| .biz.pn | Комерційні установи, корпорації |
| .gov.pn | Державні та урядові установи    |
| .it.pn  | Міжнародні організації          |